# 12111 Ulm
12111 Ulm este o planetă minoră (asteroid), cu un diametru de 4,22 km, din centura de asteroizi. A fost descoperită pe 1 iunie 1998 la Observatorul European Austral de Eric Walter Elst și a fost numită după Ulm. 
Obiectul prezintă o orbită caracterizată de o semiaxă mare de 2,5610932 UAi, o excentricitate de 0,07, o înclinație de 3,88637 ° în raport cu ecliptica.